# Triangle cosmique
En cosmologie, dans le cadre de l'étude de l'univers observable qui apparaît homogène et isotrope, le triangle cosmique est le nom donné au diagramme ayant en abscisse le paramètre de densité de la matière non relativiste (soit matière baryonique et matière noire), et en ordonnée le paramètre de densité de la constante cosmologique, ou de l'énergie sombre.

## Origine du terme
Le nom vient du fait que sur ce diagramme, outre les deux axes, est souvent représenté une troisième droite, joignant le point de coordonnées (1,0) au point de coordonnées (0,1). Cette droite correspond à un paramètre de densité total égal à 1, c'est-à-dire un univers dont la courbure spatiale est nulle. Le terme de triangle cosmique a été introduit en 1999 dans un article publié dans la revue Science par Neta Bahcall, Jeremiah Ostriker, Saul Perlmutter et Paul Steinhardt. Un tel diagramme était cependant utilisé auparavant, mais s'est généralisé à cette époque, qui a marqué la découverte de l'accélération de l'expansion de l'univers et par suite l'existence d'une forme d'énergie sombre. Il est désormais utilisé de façon routinière dans les articles de cosmologie.

## Fonction du triangle cosmique
Ce diagramme permet de repérer les zones décrivant les évolutions possibles de l'expansion de l'Univers. Pour une valeur donnée (et positive) du paramètre de densité de la matière, une valeur élevée de la constante cosmologique implique que l'univers n'a pas connu de Big Bang, chose exclue par les observations actuelles. Une valeur basse (éventuellement négative) indique que l'expansion de l'univers s'arrêtera à terme, pour laisser place à une phase de contraction et un Big Crunch (voir Destin de l'univers). Le diagramme permet également de séparer les zones pour lesquelles l'expansion de l'univers décélère au cours du temps (comme c'est le cas en l'absence de constante cosmologique), ou au contraire s'accélère. Aujourd'hui, on sait par l'observation de la luminosité de supernovae lointaines de type Ia que l'expansion de l'univers s'accélère.
Divers modèles cosmologiques peuvent ainsi être repérés sur un tel diagramme. Ainsi,
- le modèle SCDM, ou l'univers d'Einstein-de Sitter est situé sur le point de coordonnées (1,0) ;
- le modèle ΛCDM, est situé sur le segment délimité par les points (1,0) et (0,1) ;
- le modèle OCDM, est situé sur le segment délimité par les points (1,0) et (0,0) ;
- l'univers de Milne correspond au point (0,0) ;
- l'univers de de Sitter est situé sur l'axe des ordonnées, pour les valeurs strictement positives de la constante cosmologique ;
- l'univers anti de Sitter est situé sur l'axe des ordonnées, pour les valeurs strictement négatives de la constante cosmologique.

L'univers d'Einstein, qui est statique (sans expansion) n'apparaît pas sur ce diagramme. En effet, celui-ci fait intervenir les paramètres de densité et non les densités d'énergie. Les premiers se déduisent des dernières par division par la densité critique, qui n'est définie que pour un univers en expansion. En un certain sens, l'univers d'Einstein, pour lequel la densité d'énergie associée à la constante cosmologique est moitié moindre de celle de la matière non relativiste, est situé à l'infini dans la direction de la droite y = x / 2.